# E gli ippopotami si sono lessati nelle loro vasche
E gli ippopotami si sono lessati nelle loro vasche (in originale And the Hippos Were Boiled in Their Tanks) è un romanzo scritto a quattro mani da Jack Kerouac e William S. Burroughs nel 1945 e pubblicato molto più tardi nel 2008.
In forma di romanzo giallo, ogni capitolo è stato scritto, alternandosi gli autori con due pseudonimi, da William Lee, per il personaggio di Will Dennison (barista originario del Nevada), e da John Kerouac, per quello di Mike Ryko (un giovane finlandese con i capelli rossi).
Secondo The Beat Generation in New York di Bill Morgan, il romanzo è basato sulla storia vera di Lucien Carr (nel romanzo chiamato Phillip Tourian) che uccise David Kammerer (nel romanzo Ramsay Allen), sentendosi da lui perseguitato, per poi gettarne il cadavere nell'Hudson River. Carr confessò poi il crimine prima a Burroughs, quindi a Kerouac, che non ne fecero parola con la polizia. Quando poi Carr si costituì, Burroughs e Kerouac furono arrestati con l'accusa di complicità. Kerouac passò qualche tempo in prigione mentre Burroughs venne liberato su cauzione grazie ai genitori. Kerouac sposò poi in prigione Edie Parker (1922–1993), che gli pagò la cauzione.
Benché non basato sul romanzo,  dagli stessi eventi ne è stato tratto poi il film Giovani ribelli - Kill Your Darlings del 2013, per la regia di John Krokidas.

## Edizioni italiane
- Jack Kerouac William S. Burroughs, E gli ippopotami si sono lessati nelle loro vasche, collana Fabula, traduzione di Andrew Tanzi, Milano, Adelphi, 2011, ISBN 978-88-459-2589-4.